# 옷소매 붉은 끝동
《옷소매 붉은 끝동》(영어: The Red Sleeve)은 2021년 11월 12일부터 2022년 1월 1일까지 방송된 MBC 금토 드라마이다. 강미강 소설가의 동명 원작을 극화하였다. 이준호가 이산(정조) 역, 이세영이 성덕임(의빈 성씨) 역, 이덕화가 영조 역으로 출연하였다.
조선시대 실존 인물 정조와 의빈 성씨의 사랑이야기를 바탕으로 로맨스물 특유의 독창적인 세계관을 구축하여, 자체적으로 완성도에 기대가 높아 SBS와 MBC 등 두 양사간의 금토드라마 시청률과 화제성을 선점하기 위해, 북미와 유럽, 일본 등 동아시아 국가를 비롯한 전 세계 30여개 국에서 판권 계약을 체결하여, 2021년 4분기 방영작으로 가닥을 잡은 바 있다.
MBC 드라마 《이산》(방영: 2007. 9.~2008. 6.) 이후 14년 만에 정조, 성덕임(의빈 성씨)의 생애를 소재로 하였다. 드라마는 섬세한 감정선 묘사와 함께 우리 한복, 궁중 한옥 등 사극물 특유의 한국적 정서에 어울리는 독특한 소재 선택과 작품성과 대중성까지 인정받은 로맨스 사극 드라마로 방송통신심의위원회가 주관하는 이달의 좋은 프로그램상을 수여 받기도 하였다.

## 제작진
- 극본: 정해리
- 연출: 정지인

## 등장 인물

### 주요 인물
- 이준호: 이산 역 - 훗날 정조
- 이세영: 성덕임 역 - 동궁의 지밀 생각시→대전의 나인→의빈 성씨(정조의 후궁)
- 강훈: 홍덕로 역 - 본명은 국영, 이산의 배동, 겸사서→도승지

### 왕실 사람들
- 이덕화: 영조 역 - 이산의 조부
- 장희진: 중전 김씨 - 영조의 계비, 훗날 정순왕후
- 강말금: 혜빈 홍씨 역 - 이산의 생모, 훗날 혜경궁 홍씨
- 김이온: 청연군주 역 - 이산의 첫째 누이동생
- 조이현: 청선군주 역 - 이산의 둘째 누이동생
- 고하: 숙의 문씨 역 - 영조의 후궁
- 박서경: 홍단 역 - 홍덕로의 누이동생, 정조의 후궁
- 이서: 화빈 윤씨 역 - 정조의 후궁
- 박다온: 이순 역 - 정조와 의빈 성씨의 아들
- 도상우: 사도세자 역 (2회특별출연)

### 제조상궁과 궁녀들
- 박지영: 제조상궁 조씨 역
- 지은: 강월혜 역 - 동궁의 지밀나인, 덕임의 선배, 제조상궁 조씨의 육촌조카
- 차미경: 박 상궁 역 - 세답방 상궁, 영희의 스승상궁

### 산의 사람들
- 오대환: 강태호 역 - 이산의 호위무사, 정5품 좌익위이자 익위사의 수장
- 문정대: 서계중 역
- 배제기: 정재화 역 - 청선군주의 남편, 흥은부위
- 김강민: 김두성 역 - 청연군주의 남편, 광은부위
- 윤효식: 동궁내관 역 - 이산의 시중을 담당하는 내관

### 덕임의 사람들
- 장혜진: 서상궁 역 - 동궁의 지밀상궁→대전의 지밀상궁, 덕임의 스승상궁
- 이민지: 김복연 역[1] - 덕임의 동무, 대전의 세수간 나인
- 하율리: 배경희 역[2] - 덕임의 동무, 빈궁의 침방나인→중궁전 침방나인→제조상궁
- 이은샘: 손영희 역[3] - 덕임의 동무, 동궁의 세답방 나인→대전의 세답방 나인
- 양병열: 성식 역 - 덕임의 오라버니

### 산의 정적들
- 조희봉: 홍정여 역 - 좌의정, 혜경궁 홍씨의 작은아버지, 이산의 외종조부
- 서효림: 화완옹주 역 - 영조의 막내딸, 본명 '용완', 산의 고모, 사도세자의 누이
- 권현빈: 정백익 역 - 화완옹주의 양자

### 그 외 인물
- 김자영: 권 상궁 역 - 동궁전 지밀상궁
- 옥주리: 대전 상궁 역
- 김진옥: 상궁 역
- 김오복: 시강관 역
- 박정언: 영빈 이씨의 지밀상궁 역
- 권혜령: 생각시 역
- 이가은: 삼월이 역
- 이주영, 이하영: 나인 역
- 정예녹, 이지완: 홍덕로를 좋아하는 나인 역
- 전고은, 장예림: 동궁전 나인 역
- 최민: 판윤대감 역
- 임정옥
- 오영미: 최상궁 역
- 황다경: 궁녀 역
- 노수림: 궁녀 역
- 서정후: 취객 역
- 남현주: 정경부인 역
- 유필란
- 김륜희
- 김진서: 신하 역
- 이원찬: 군사 역
- 김상현: 강월혜에게 죽임을 당한 남자 역
- 박세기: 강월혜가 사람을 죽이는걸 본 목격자 역
- 전여진: 중궁전 상궁 역
- 유옥주: 감찰상궁 역
- 서희: 능행 가는 궁녀들을 바라보는 여인 역
- 김미연: 능행 가는 궁녀들을 바라보는 여인 역
- 최나무, 고하은: 나인 역
- 강태우: 활과 약포를 지키는 군사 역
- 신예온: 동궁전 나인으로 위장한 여자 역
- 민상우: 수문장 역
- 장의돈: 수어사 역
- 노효윤: 행수기생 역
- 노현석: 동덕회 역
- 김준성: 박제가 역
- 미상: 은전군 역 - 이산의 이복동생, 사도세자의 아들
- 김병춘: 부교리 역
- 윤영목: 홍정여에게 사약을 내리는 남자 역
- 권구남, 서동민: 신하 역
- 조남희: 이판대감 역
- 최교식: 상인 역
- 길성주: 미육 역 - 화빈 윤씨의 나인
- 박승아: 양순 역 - 화빈 윤씨의 나인
- 이연선: 대비전 상궁 역
- 오지영: 의녀 역
- 박용: 어의 역
- 한겨울, 김가현, 신해니: 간택에 오른 여인 역
- 안세민: 성국민 역 - 성식의 아들, 의빈 성씨의 조카
- 미상: 경종 역

### 아역
- 이주원: 어린 이산 역
- 이설아: 어린 성덕임 역
- 최정후: 어린 홍덕로 역
- 윤혜빈: 어린 김복연 역
- 이서현: 어린 배경희 역
- 조시연: 어린 손영희 역
- 이승우: 어린 성식 역
- 이다경: 장화홍련전의 홍련 역
- 윤서진
- 엄주연: 장화홍련전의 뒷부분을 듣고싶어하는 생각시 역
- 안예림
- 민서영: 생각시 역
- 정준, 위현우: 대전소환내관 역
- 구준우: 소환내관 역
- 최혜서, 이소현, 이설, 김수현, 신예원, 장시유, 이시경, 이유경, 촤서윤, 김태린, 박하은, 최어진, 이나율, 옥소린, 전은주, 문수연, 이경민, 최윤서, 이다연: 축제 생각시 역
- 윤서연: 서은비 역 - 생각시
- 이승아: 숙금 역 - 죽은 생각시
- 오채아: 아영 역 - 생각시
- 이서우: 연주 역 - 생각시
- 고재경: 꼬마 남종 역
- 박지율: 영희의 여동생 역
- 김준: 약포를 주운 곳을 알려주는 아이 역

### 특별출연
- 남기애: 영빈 이씨 역 - 영조의 후궁, 사도세자의 어머니, 이산의 할머니(1회)
- 하석진: 장화홍련전의 사또 역(1회)
- 이순재: 노인 역(17회)

## 시청률
최저 시청률과 최고 시청률은 시청률 조사회사와 지역별로 시청률에 차이가 있을 수 있습니다.
| 2021년      | 2021년      | 2021년         | 2021년         | 2021년       | 2021년 |
| 회차        | 방송일      | TNmS 시청률    | AGB 시청률     | AGB 시청률   |        |
| 회차        | 방송일      | 대한민국(전국) | 대한민국(전국) | 서울(수도권) |        |
| ----------- | ----------- | -------------- | -------------- | ------------ | ------ |
| 제1회       | 11월 12일   | -              | 5.7%           | 5.7%         |        |
| 제2회       | 11월 13일   | 4.8%           | 5.6%           | 5.2%         |        |
| 제3회       | 11월 19일   | 6.6%           | 7.0%           | 6.3%         |        |
| 제4회       | 11월 20일   | 6.3%           | 7.5%           | 7.6%         |        |
| 제5회       | 11월 26일   | 6.7%           | 8.8%           | 8.1%         |        |
| 제6회       | 11월 27일   | -              | 9.4%           | 8.5%         |        |
| 제7회       | 12월 3일    | -              | 10.7%          | 10.5%        |        |
| 제8회       | 12월 4일    | 7.8%           | 10.5%          | 10.3%        |        |
| 제9회       | 12월 10일   | 8.9%           | 10.9%          | 10.9%        |        |
| 제10회      | 12월 11일   | 9.1%           | 10.2%          | 10.2%        |        |
| 제11회      | 12월 17일   | 10.8%          | 12.8%          | 12.7%        |        |
| 제12회      | 12월 18일   | 10.2%          | 13.3%          | 13.6%        |        |
| 제13회      | 12월 24일   | 10.8%          | 12.8%          | 12.8%        |        |
| 제14회      | 12월 25일   | -              | 13.0%          | 12.7%        |        |
| 제15회      | 12월 25일   | -              | 14.3%          | 13.8%        |        |
| 2022년      |             |                |                |              |        |
| 제16회      | 1월 1일     | 12.3%          | 17.0%          | 16.4%        |        |
| 제17회      | 1월 1일     | 11.8%          | 17.4%          | 16.8%        |        |
| 평균 시청률 | 평균 시청률 | -              | 10.99%         | 10.71%       |        |

## 수상 및 후보
| 연도                         | 시상식                            | 부문                             | 수상자(작)       | 결과 | 출처 |
| ---------------------------- | --------------------------------- | -------------------------------- | ---------------- | ---- | ---- |
| 2021                         | MBC 연기대상                      | 미니시리즈부문 남자 최우수연기상 | 이덕화           | 후보 |      |
| 2021                         | MBC 연기대상                      | 미니시리즈부문 남자 최우수연기상 | 준호             | 수상 |      |
| 2021                         | MBC 연기대상                      | 미니시리즈부문 여자 최우수연기상 | 이세영           | 수상 |      |
| 2021                         | MBC 연기대상                      | 베스트 커플상                    | 준호 & 이세영    | 수상 |      |
| 2021                         | MBC 연기대상                      | 미니시리즈부문 남자 우수연기상   | 강훈             | 후보 |      |
| 2021                         | MBC 연기대상                      | 미니시리즈부문 여자 우수연기상   | 박지영           | 후보 |      |
| 2021                         | MBC 연기대상                      | 공로상                           | 이덕화           | 수상 |      |
| 2021                         | MBC 연기대상                      | 남자 조연상                      | 오대환           | 후보 |      |
| 2021                         | MBC 연기대상                      | 여자 조연상                      | 장혜진           | 수상 |      |
| 2021                         | MBC 연기대상                      | 남자 신인상                      | 강훈             | 수상 |      |
| 2021                         | MBC 연기대상                      | 여자 신인상                      | 하율리           | 후보 |      |
| 2021                         | MBC 연기대상                      | 작가상                           | 정해리           | 수상 |      |
| 2021                         | MBC 연기대상                      | 올해의 드라마상                  | 옷소매 붉은 끝동 | 수상 |      |
| 2022                         |                                   |                                  | 옷소매 붉은 끝동 | 수상 |      |
| 제264회 이달의 PD상          | TV 드라마 부문                    | 정지인                           |                  | 수상 |      |
| 제34회 한국PD대상            | 올해의 PD상                       | 정지인                           |                  | 수상 |      |
| 제34회 한국PD대상            | 출연자상 탤런트 부문              | 준호                             |                  | 수상 |      |
| 제58회 백상예술대상          | TV부문 드라마 작품상              | 옷소매 붉은 끝동                 | 후보             |      |      |
| 제58회 백상예술대상          | TV부문 남자 최우수연기상          | 준호                             | 수상             |      |      |
| 제58회 백상예술대상          | TV부문 여자 최우수연기상          | 이세영                           | 후보             |      |      |
| 제58회 백상예술대상          | TV부문 연출상                     | 정지인                           | 후보             |      |      |
| 제58회 백상예술대상          | TV부문 남자 조연상                | 이덕화                           | 후보             |      |      |
| 제58회 백상예술대상          | TV부문 여자 조연상                | 장혜진                           | 후보             |      |      |
| 제58회 백상예술대상          | 틱톡 인기상                       | 준호                             | 수상             |      |      |
| 제58회 백상예술대상          | 틱톡 인기상                       | 이세영                           | 후보             |      |      |
| 2022 방송통신위원회 방송대상 | 최우수상                          | 정지인                           | 수상             |      |      |
| 제49회 한국방송대상          | TV드라마부문 작품상               | 옷소매 붉은 끝동                 | 수상             |      |      |
| 제49회 한국방송대상          | 영상그래픽부문 개인상             | 김수겸                           | 수상             |      |      |
| 제17회 서울 드라마 어워즈    | 한류드라마부문 작품상             | 옷소매 붉은 끝동                 | 수상             |      |      |
| 2022 에이판 스타 어워즈      | 미니시리즈부문 여자 우수 연기상   | 이세영                           | 후보             |      |      |
| 2022 에이판 스타 어워즈      | 작가상                            | 정해리                           | 후보             |      |      |
| 2022 에이판 스타 어워즈      | 연출상                            | 정지인                           | 수상             |      |      |
| 2022 에이판 스타 어워즈      | 미니시리즈부문 남자 최우수 연기상 | 준호                             | 수상             |      |      |
| 2022 에이판 스타 어워즈      | 드라마부문 작품상                 | 옷소매 붉은 끝동                 | 수상             |      |      |

## 연장·편성 변경
- 2021년 12월 9일: 옷소매 붉은 끝동 방송 분량이 당초 16부작으로 종영할 예정이었지만 작품의 완성도를 높이기 위해서 17부작으로 변경·확정
- 2021년 12월 25일: 14회~15회가 연속 방송·편성
- 2021년 12월 31일: 《2021 MBC 가요 대제전》 편성으로 인해 결방
- 2022년 1월 1일: 16회~17회가 연속 방송·편성
- 2022년 1월 31일: 《설 특집 옷소매 붉은 끝동 부여잡고》 방송·편성

## 동일 소재 드라마
- KBS 2TV 월화 드라마 《성균관 스캔들》 (2010년)
- SBS 월화 드라마 《홍천기》 (2021년)
- SBS 월화 드라마 《꽃선비 열애사》 (2023년)

## 동시간대 경쟁 드라마
- SBS 금토 드라마 《지금, 헤어지는 중입니다》

## 같이 보기
- 대한민국의 텔레비전 드라마 목록 (ㅇ)
- 2021년 대한민국의 텔레비전 드라마 목록